# Michelangelo Antonioni
Michelangelo Antonioni, italijanski modernistični filmski režiser, * 29. september 1912, Ferrara, Italija, † 30. julij 2007, Rim.
Njegovi filmi so močno vplivali na razvoj filmske estetike.

## Filmi

### Celovečerni filmi
- Cronaca di un amore (Kronika neke ljubezni, 1950)
- I vinti (Premagani, 1952)
- La signora senza camelie (Dama brez kamelij, 1953)
- Le amiche (Prijateljice, 1955)
- Il grido (Krik, 1957)
- L'avventura (Avantura, 1960)
- La notte (Noč, 1961)
- L'eclisse (Mrk, 1962)
- Il deserto rosso (Rdeča puščava, 1964)
- Blowup (Povečava, 1966)
- Zabriskie Point (Kota Zabriskie, 1970)
- Chung Kuo (dokumentarec, 1972)
- Professione: reporter (Poklic: reporter, 1975)
- Il mistero di Oberwald (Oberwaldova skrivnost, 1981)
- Identificazione di una donna (Identifikacija ženske, 1982)
- Beyond the Clouds (Onstran oblakov, 1995 - v sodelovanju z Wimom Wendersom)